# 錯綜
錯綜是修辭法的一種，此修辭法定義為將文句中形式整齊的行句故意抽換詞面、交錯語次（或作交蹉語次）、伸縮文身、變化句式，使文句的形式參差，詞彙別異。

## 抽換詞面
在整齊之文句中，把重複出現的詞語改換成不同的同義詞或近義詞。
- 「無冥冥之志者，無昭昭之明；無惛惛之事者，無赫赫之功。」（《荀子·勸學》）

「冥冥」與「惛惛」在此都是「專默精誠」的意思，此兩詞為抽換詞面。
- 「是故謀閉而不興，盜竊亂賊而不作。」（《禮記·禮運》）

「興」與「作」在此都是「發生、產生」的意思，此兩詞為抽換詞面。
- 「有席卷天下，包舉宇內，囊括四海之意，并吞八荒之心。」（賈誼〈過秦論〉）

「席卷」、「包舉」、「囊括」、「并吞」在此都是「併吞」的意思；而「天下」、「宇內」、「四海」、「八荒」在此都是「天下」的意思，此兩組詞為抽換詞面。
- 「侶魚蝦而友麋鹿。」（蘇軾〈前赤壁賦〉）

「侶」與「友」在此都是「以...為伴」的意思，此兩詞為抽換詞面。
- 「挾飛仙以遨遊，抱明月而長終。」（蘇軾〈前赤壁賦〉）

「以」與「而」在此都是「與」的意思，此兩詞為抽換詞面。

## 交錯語次
在語文中，將詞語的次序前後調動，故意安排得前後參差不齊。
- 「西伯幽而演易，周旦顯而制禮，不以隱約而弗務，不以康樂而加思。」（曹丕《典論·論文》）

原句為「西伯幽而演易，不以隱約而弗務；周旦顯而制禮，不以康樂而加思。」
- 「句讀之不知，惑之不解，或師焉，或不焉。」（韓愈〈師說〉）

原句為「句讀之不知，或師焉，惑之不解，或不焉。」
- 「惟江上之清風，與山間之明月，耳得之而為聲，目遇之而成色。」（蘇軾〈前赤壁賦〉）

原句為「惟江上之清風，耳得之而為聲；山間之明月，目遇之而成色。」
- 「漁樵於江渚之上，侶魚蝦而友麋鹿。」（蘇軾〈前赤壁賦〉）

原句為「漁於江之上而侶魚蝦，樵於渚之上而友麋鹿。」
- 「朱鮪涉血於友于，張繡剚刃於愛子，漢主不以為疑，魏君待之若舊」（丘遲〈與陳伯之書〉）

原句為「朱鮪涉血於友于，漢主不以為疑；張繡剚刃於愛子，魏君待之若舊。」

## 伸縮文身
在語文中，將整齊的句子刻意增加或減少字數，使長句與短句互相交錯。
- 「春天像一篇巨製的駢儷文，而夏天像一首絕句。」（簡媜〈夏之絕句〉）

「春天像一篇巨製的駢儷文」拉長了語句。
- 「積土成山，風雨興焉；積水成淵，蛟龍生焉；積善成德，而神明自得，聖心備焉。」（《荀子·勸學》）

「積善成德…備焉」使句子延展，參差不齊。
- 「使老有所終，壯有所用，幼有所長，矜、寡、孤、獨、廢疾者皆有所養。」（《禮記·禮運》）

「矜、寡……皆有所養」比前面「老有所終」、「壯有所用」、「幼有所長」還添了更多字，使句子延展，和前文參差不齊。

## 變化句式
將肯定句與否定句，直述句與疑問句，穿插寫入。
- 「婚後生活不是磚，不是石，不是泥，不是沙，而是容忍，是體貼，是寬恕，是犧牲。」（孟谷〈琉璃塔〉）
- 「那榆蔭下的一潭，不是清泉，是天上虹。」（徐志摩〈再別康橋〉）
- 「誠宜開張聖聽，以光先帝遺德，恢弘志士之氣，不宜妄自菲薄，引喻失義，以塞忠諫之路也。」（諸葛亮〈出師表〉）